# Augustinermuseum
Das Augustinermuseum in Freiburg im Breisgau gehört zu den bedeutendsten Museen am Oberrhein mit einer renommierten Sammlung der Kunst vom Mittelalter bis zum Barock sowie Malerei des 19. Jahrhunderts. Es zeigt auch die Sammlungen des Diözesanmuseums der Erzdiözese Freiburg, die ohne eigenes Haus schon seit den 1920er Jahren eng mit den Städtischen Sammlungen zusammenarbeitet. Weitere bedeutende Leihgeber sind der Münsterfabrikfonds und die Adelhausenstiftung Freiburg.
Das Gebäude, ein ehemaliges Kloster der Augustinereremiten mit gotischem Kreuzgang, wird seit 2004 in drei Bauabschnitten grundlegend saniert und in einen modernen Museumsbau umgewandelt. Die frühere Klosterkirche ist nach langjähriger Sanierung seit dem 23. März 2010 wieder geöffnet. 2016 wurde das „Haus der Graphischen Sammlung“ als zweiter Bauabschnitt fertig gestellt. Der ehemalige Konventsbau als dritter Bauabschnitt soll Ende 2025 eröffnet werden.
Vergleichbar in der Bedeutung für die Präsentation des Kunst und Kulturerbes des Oberrheingebietes vom Mittelalter bis zum 20. Jahrhundert sind Unterlinden-Museum in Colmar und Historisches Museum in Basel in der dortigen Barfüßerkirche (die Straßburger und die Karlsruher Bestände sind jeweils über mehrere Museen verteilt). Durch seine Sammlungen erfüllt das Augustinermuseum, obwohl kommunal geführt, quasi die Aufgabe eines Landesmuseums für das ehemalige Bundesland Baden in dessen alter Hauptstadt.
Das am Münsterplatz gelegene Museum für Stadtgeschichte im Wentzingerhaus war eine Abteilung des Augustinermuseums und wurde Ende 2024 geschlossen. Die dort gezeigten Gegenstände kommen aus dem Fundus des Augustinermuseums. Sie werden voraussichtlich 2025 ins Augustinermuseum umziehen und dort in der neuen stadtgeschichtlichen Abteilung im Westflügel präsentiert. Eröffnung soll Anfang 2026 sein.

## Geschichte
Die erste Erwähnung des Freiburger Augustiner-Eremitenklosters fand 1278 statt. Damals ließen sich Bettelmönche des Augustiner-EremitenOrdens innerhalb von Freiburgs Stadtmauern nieder und errichteten das Kloster, welches dem Museum seinen Namen gibt. Das Klostergebäude entstammt dem 14. Jahrhundert und wurde auch durch spätere Renovierungen und Modernisierungen kaum in seiner Substanz verändert. Der Chor-Dachstuhl ist damit neben dem des Münsters der älteste in Freiburg. Im 18. Jahrhundert wurde das Gebäude nach einem Brand in kleinem Maße barockisiert. Nach der Säkularisation wurde das Gebäude zum städtischen Eigentum. Zu Beginn des 19. Jahrhunderts wurde der Kirchenraum zum Theater umgebaut, während die restlichen Räume teils als Kaserne und teils zu schulischen Zwecken genutzt wurden. Kurz vor dem Ersten Weltkrieg wurde das Gebäude als Museum ausersehen. Das Projekt geht auf Planungen der Amtszeit von Oberbürgermeister Otto Winterer 1888 bis 1913 zurück. Für die 1864 als „Städtische Alterthümersammlung“ gegründeten, und seither an verschiedenen Orten ausgestellten Sammlungen in städtischen Besitz sollte ein zentrales Museumsgebäude eingerichtet werden. Nach dem Auszug des seit 1823 in der ehemaligen Klosterkirche untergebrachten Stadttheaters in seinen 1910 fertig gestellten Neubau, sollten Kirche und Kloster durchgreifend umgebaut werden.
Der 1909 von Rudolf Schmid konzipierte und 1914 mit der Auskernung des Gebäudes begonnene Umbau des Augustinereremitenklosters musste 1915 wegen des Ersten Weltkrieges eingestellt werden. Ab 1919 wurde er vom Freiburger Oberbaudirektor Karl Gruber fortgeführt und im November 1923 eröffnet, allerdings gegenüber den ursprünglichen Planungen eines weitgehenden Neubaus, bei dem vom Kloster nur die Kirche und das Innere des Kreuzgangs erhalten geblieben wären. Grubers Umbau dagegen bewahrte die historische Bausubstanz und ergänzte sie behutsam, um die historische Raumfolge des Klosters wiederherzustellen. Allerdings wurden die Bauarbeiten zum Teil äußerst provisorisch und mit „armen“ Materialien ausgeführt, da nach dem Krieg die finanziellen Mittel der Stadtverwaltung sehr beschränkt waren. Auch in den folgenden Jahrzehnten änderte sich trotz mehrfach aufgenommener Planungen bis um die Jahrtausendwende wenig an den Räumen, die immer weniger den konservatorischen und sicherheitstechnischen Ansprüchen eines zeitgemäßen Museums entsprachen. Wegen Kontaminierung durch Holzschutzmittel waren zudem einige Trakte des Museums zeitweilig geschlossen und schließlich weitgehend unbenutzbar. Dies betraf die Räume (Böden, Decken) ebenso wie zahlreiche Kunstwerke.
1923 wurde die Sammlung unter der Leitung von Werner Noack dem Publikum zugänglich gemacht. Zunächst setzte sich die Sammlung aus wahllosen Stiftungen Freiburger Büger zusammen, doch durch eine bewusste Ausrichtung auf regionale Kunst, entwickelte sich diese schnell zu einem bedeutenden Museum.

### Zeit des Nationalsozialismus
Die Städtischen Sammlungen hatten seit den 1920er Jahren einen umfangreichen Bestand moderner Kunst, vor allem Druckgrafiken, aufgebaut. Die meisten dieser Werke galten den Nazis als „entartet“, und 1937 wurde in der Aktion „Entartete Kunst“ nachweislich eine große Anzahl von Arbeiten von Hermann Anselment, Alexander Archipenko, Max Beckmann, Emil Bizer, Peter August Böckstiegel, Lovis Corinth, Otto Dix, Eva Eisenlohr, Lyonel Feininger, Herman Gehrig, Rudolf Großmann, Franz-Valentin Hemmerle, Adolf Hildenbrand, Karl Hofer, Karl Hubbuch, Rudolf Kreuter (1904–1970), Max Mayrshofer, Alfred Mez (1887–1955), Willy Oeser, Hans Purrmann, Adolf Riedlin, Rudolf Riester (1904–1999), Wilhelm Rudolph, Rudolf Schlichter, Wilhelm Schnarrenberger, Ludwig Schrader, Lasar Segall, Adolf Strübe, Hugo Troendle, Heinrich Wittmer (1895–1954), Wladimir Zabotin, Karl Friedrich Zähringer und Theodor Zeller beschlagnahmt. Nahezu alle wurden danach zerstört.
Schon nach der Sudetenkrise 1938 waren die wertvollsten Bestände der Sammlung gesichert und teilweise ausgelagert worden. Die Zerstörungen durch Bomben hielten sich in Grenzen. Einen Treffer erhielt der östliche Gebäudeflügel, wobei einige der dort eingerichteten Schwarzwaldzimmer zerstört wurden.

### Direktoren
- 1909–1922 Max Wingenroth
- 1922–1953 Werner Noack
- 1953–1974 Hermann Gombert
- 1974–1992 Hans H. Hofstätter
- 1993–2002 Saskia Durian-Ress
- 2002–2008 (kommissarisch) Detlef Zinke
- 2008–2022 Tilmann von Stockhausen
- 2022–2023 (kommissarisch) Peter Kalchthaler
- seit März 2023 Jutta Götzmann

### Sanierung
Seit 2004 findet eine Generalsanierung der Klosteranlage statt. Mit der Planung wurde der Frankfurter Architekt Christoph Mäckler beauftragt. Die Dauer der Arbeiten wurde ursprünglich auf 5 bis 8 Jahre angesetzt. 60 Millionen Euro sollte dabei die Stadt mit Unterstützung des Landes Baden-Württemberg und der Erzdiözese Freiburg investieren.

#### Erster Bauabschnitt 2004–2010
Im ersten Bauabschnitt der Sanierung wurde bis 2010 das Kirchengebäude saniert. Zunächst wurden archäologische Grabungen und bauliche Maßnahmen zur Stabilisierung des Gebäudes durchgeführt. 2007 wurde der Dachstuhl des Kirchengebäudes abgenommen. Das stark mit Holzschutzmitteln, Pilzen und anderen Schädlingen durchsetzte Holzwerk wurde entwest und dekontaminiert, beschädigte Teile ergänzt bzw. restauriert. Im Sommer 2009 wurde der Dachstuhl wieder aufgerichtet. Während dieser Zeit war das Kirchengebäude eine Großbaustelle. Das Fehlen des Dachstuhls wurde genutzt, um die zur Ausstellung im Kirchenraum vorgesehenen Skulpturen vom Freiburger Münster einzubringen.
Durch den Einbau eines Aufzuges ist der Kirchenbau seitdem barrierefrei, was zudem den Transport von Ausstellungsobjekten erleichtert. Im ursprünglich einschiffigen Kirchenraum wurden "Seitenschiffe" mit umlaufenden Emporen eingebaut. Zusätzliche Ausstellungsflächen wurden im Untergeschoss für Sonderausstellungen aller Freiburger Museen und im zuvor nicht ausgebauten Dachgeschoss für die Gemäldegalerie geschaffen. Im Erdgeschoss der Klausur, in der früheren Schatzkammer sowie im Kreuzgang wurde ein Café eingerichtet, das im Zuge der weiteren Arbeiten im Kreuzgang wieder geschlossen wurde.

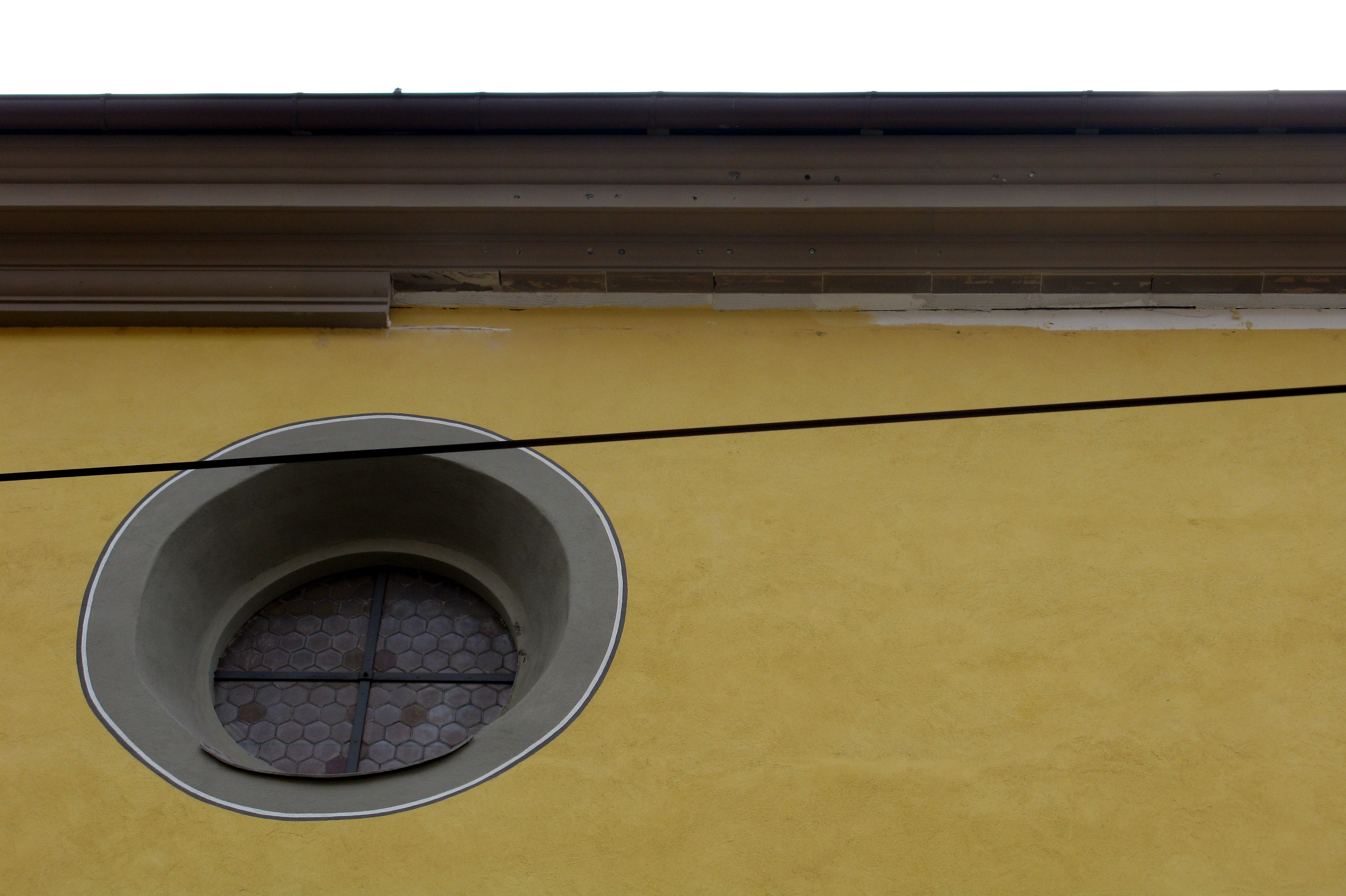
Seitenfassade an der Salzstraße mit dem in. Teilen abgelösten und abgestürzten Gesimses. (2019)

Im Juni 2010 wurde mit einer Doppelausstellung des Freiburger Museums für Neue Kunst zum Werk von Katharina Grosse und ihrer Mutter Barbara die Ausstellungshalle im Augustinermuseum eröffnet. Die erste kulturhistorische Ausstellung widmete sich ab Herbst 2010 dem Leben, dem Werk und der Zeit des Freiburger Barockkünstlers Johann Christian Wentzinger.
Die Vereinigung Britischer Reiseberichterstatter hat das neue Augustinermuseum im Dezember 2010 als eine der besten neuen Tourismusattraktionen weltweit ausgezeichnet. In der Kategorie „Bestes Auslandsprojekt“ wurde das Freiburger Museum als eines von sechs Attraktionen vorgestellt und zur Bewertung zugelassen.
Aus räumlichen und konservatorischen Gründen können viele Exponate auch nach Ende des 1. Bauabschnitts der Sanierung (März 2010) noch nicht gezeigt werden. Die Grafiksammlung mit etwa 70.000 Blatt hat seit 2016 einen eigenen Ausstellungsraum im Neubau „Haus der Graphischen Sammlung“ hinter dem Chor der ehemaligen Kirche. Erst nach Fertigstellung des dritten Bauabschnitts werden die bedeutenden Bestände der Abteilungen Alltags- und Volkskultur Kunsthandwerk und die aus dem Wentzingerhaus in den Neubau übertragene Stadtgeschichte wieder dauerhaft zu sehen sein. Die neue Schatzkammer wird in ehemaligen Kellerräumen unter dem Ostflügel eingerichtet.
Im August 2019 lösten sich Teile des lediglich angeklebten Dachgesimses am Kirchenschiff in etwa 14 Metern Höhe auf einer Länge von etwa 4 Metern und fielen auf den Bürgersteig. Verletzt wurde niemand. Das Gesims war im Zuge des 2010 abgeschlossenen ersten Bauabschnitts mintieret worden. Ende 2019 wurde der bei der Sanierung in Styropor und Kunststein gefertigte Sims komplett abgenommen. und durch einen Holzsims ersetzt, so wie es auch im Barock üblich war. Im März 2022 wurde das Gerüst in der Salzstraße abgebaut.

#### Zweiter Bauabschnitt 2012–2016

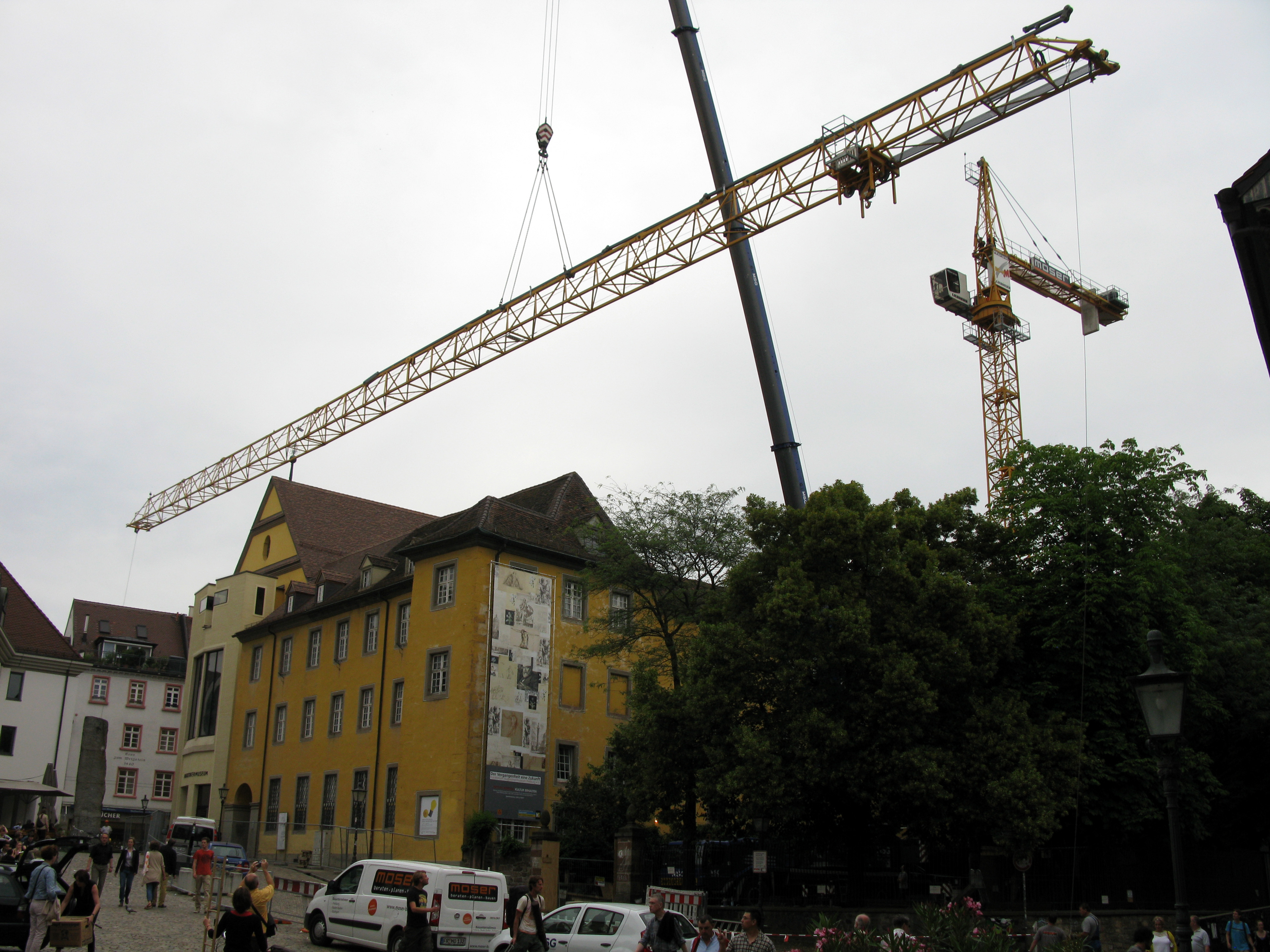
Aufbau des Baukrans für den 2. Bauabschnitt im Juli 2013

Im folgenden zweiten Bauabschnitt wurde das „Torhaus“ an der Salzstraße, 1920 mit historischen Versatzstücken erbaut und inzwischen baufällig, durch einen Neubau ersetzt. Außerdem wurde der benachbarte Altbau, das im 19. Jahrhundert ausgebaute, im Kern mittelalterliche Haus „Zum Kameelthier“ saniert. In dem Neubau wurde u. a. die Graphische Sammlung mit Depoträumen und Ausstellungsraum eingerichtet sowie erstmals eine adäquate Anlieferung für Kunsttransporte im Erdgeschoß geschaffen. Da im Vorfeld der Umbauten alle Kunstwerke ausgelagert wurden und sich inzwischen in einem zentralen Kunstdepot im Gewerbegebiet Freiburg-Hochdorf befinden, zählt diese Maßnahme zu den wichtigsten Bausteinen des neuen Museumsbetriebs. Laut dem Freiburger Gemeinderat sollte dieser Bauabschnitt ursprünglich 8,5 Millionen Euro kosten. Das Vorhaben, das Anfang 2011 en Detail geplant werden sollte, stand jedoch zu dieser Zeit wegen finanziellen Mängeln im Kulturhaushalt der Stadt auf dem Prüfstand. Mitte Februar wurde der zweite Bauabschnitt doch vom Gemeinderat beschlossen, 2012 wurde das Torhaus abgerissen und die Stelle anschließend archäologisch untersucht. Von 2013 bis Sommer 2016 wurde der Neubau in der Salzstraße errichtet und Mitte September 2016 mit der ersten Ausstellung eröffnet. Er hat rund 16 Millionen Euro gekostet.

#### Dritter Bauabschnitt seit 2016
Im dritten Bauabschnitt seit August 2016 werden das Klausurgebäude saniert sowie drei mittelalterliche Gewölbekeller zu Ausstellungsräumen umgebaut. Dazu mussten das Café und der Kreuzgang wieder geschlossen werden. Die Kosten dafür wurden auf 30 Millionen Euro veranschlagt. Vom Bund kommen hierfür 6,7 Millionen Euro im Rahmen des Programms Nationale Projekte des Städtebaus. Im Dachstuhl wurden mehr morsche Balken gefunden als angenommen, da sich dort ein großräumer Befall mit Hausschwamm zeigte, der sich auf in Teilen des Mauerwerks ausgebreitet hatte Ende 2018 wurde im schon restaurierten Dachstuhl des Kirchenschiffs wiederum ein Pilz, der Weiße Porenschwamm, entdeckt. Im Mai 2019 lagen die ersten Gutachten über die neu entdeckten Schäden vor und es wurde klar, dass sich die Sanierung um etwa zwei Jahre – bis 2022[veraltet] – hinziehen würde. Ende des Jahres sollte ein Schadenskataster und ein Sanierungskonzept vorliegen. Ein Pilz wurde in allen drei Bauabschnitten gefunden. Über die Kosten konnte die Stadt noch keine Angaben machen. Trotzdem fand die Archäologie-Ausstellung zum Stadtjubiläum statt. Im März 2020 ließ die Stadt verlauten, dass die Holzschädlinge zusätzliche Baukosten von voraussichtlich 16,56 Millionen Euro verursachen und das Museum nicht vor 2023[veraltet] fertig gestellt würde. Ursprünglich war geplant bei der Sanierung möglichst viel historische Substanz des Gebäudes zu erhalten. Um die Pilz-Risiken zu minimieren, werde nun aber mehr Substanz entfernt als geplant.
Am 30. Juli 2021 teilte die Stadt mit, dass sie die Zusammenarbeit mit Christoph Mäckler Architekten wegen „unterschiedlichen Auffassungen über baukonstruktive, bauphysikalische und bauablauftechnische Fragestellungen im Zusammenhang mit einem denkmalgeschützten Gebäude [...] in bestem Einvernehmen“ beenden.
Im September 2021 ließ die Stadt verlauten, dass der Pilz im Bau „stillgestellt“ sei, da Undichtigkeiten am Dach und Kondenswasser an der Technikanlage beseitigt seien. Geschlossene Ausstellungsbereiche im oberen Kirchenschiff wurden nach und nach wieder geöffnet und seit Oktober 2022 ist auch die Gemäldegalerie im Dachgeschoss wieder für Publikum zugänglich.

## Ausstellung
Die Westfassade des Kirchengebäudes hat einen neuen Eingang bekommen und öffnet sich zum Augustinerplatz hin mit einem Foyer. Dort befindet sich die Kasse und von dort gelangt man in alle Bereiche des Museums. Nach Vollendung des dritten Bauabschnitts wird man alle Bereiche über einen Rundgang erreichen und kann alternativ auch den Zugang über den Museumsshop und die „Kleinodientreppe“ im „Haus der Graphischen Sammlung“ wählen.

### Sammlung

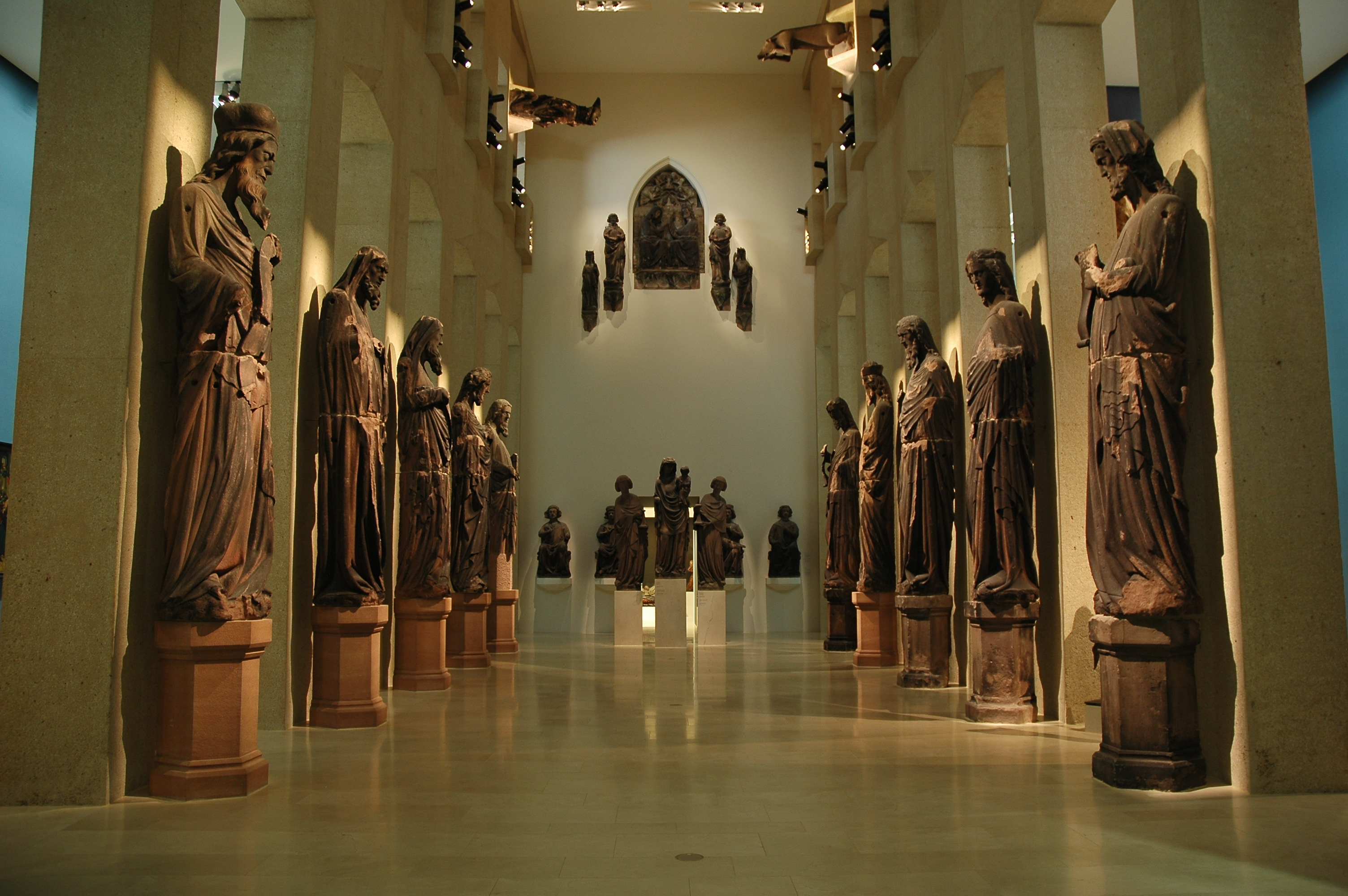
Die Skulpturenhalle mit den Propheten vom Münster (2010)

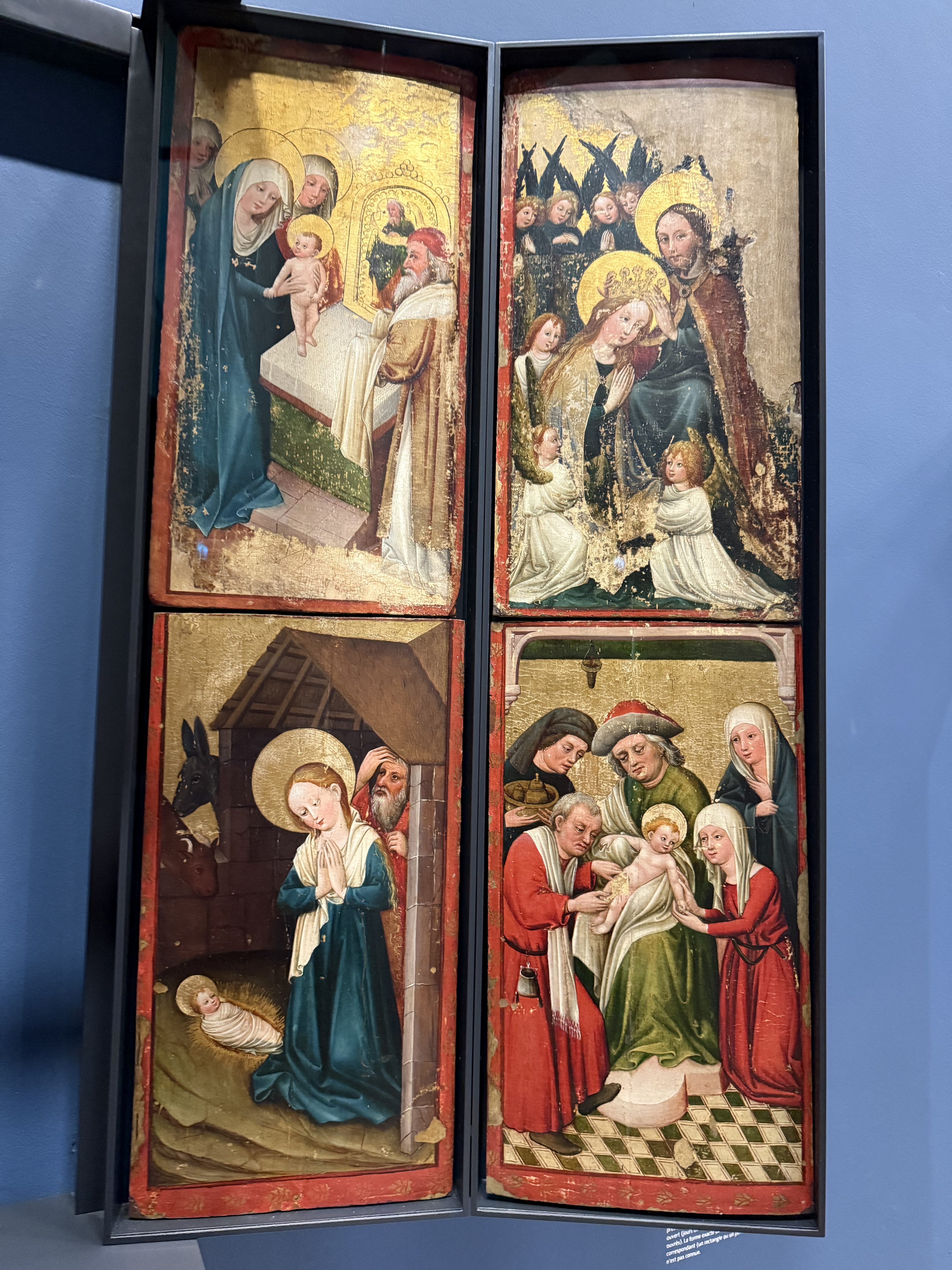
Tennenbacher Retabel (Staufener Altar)

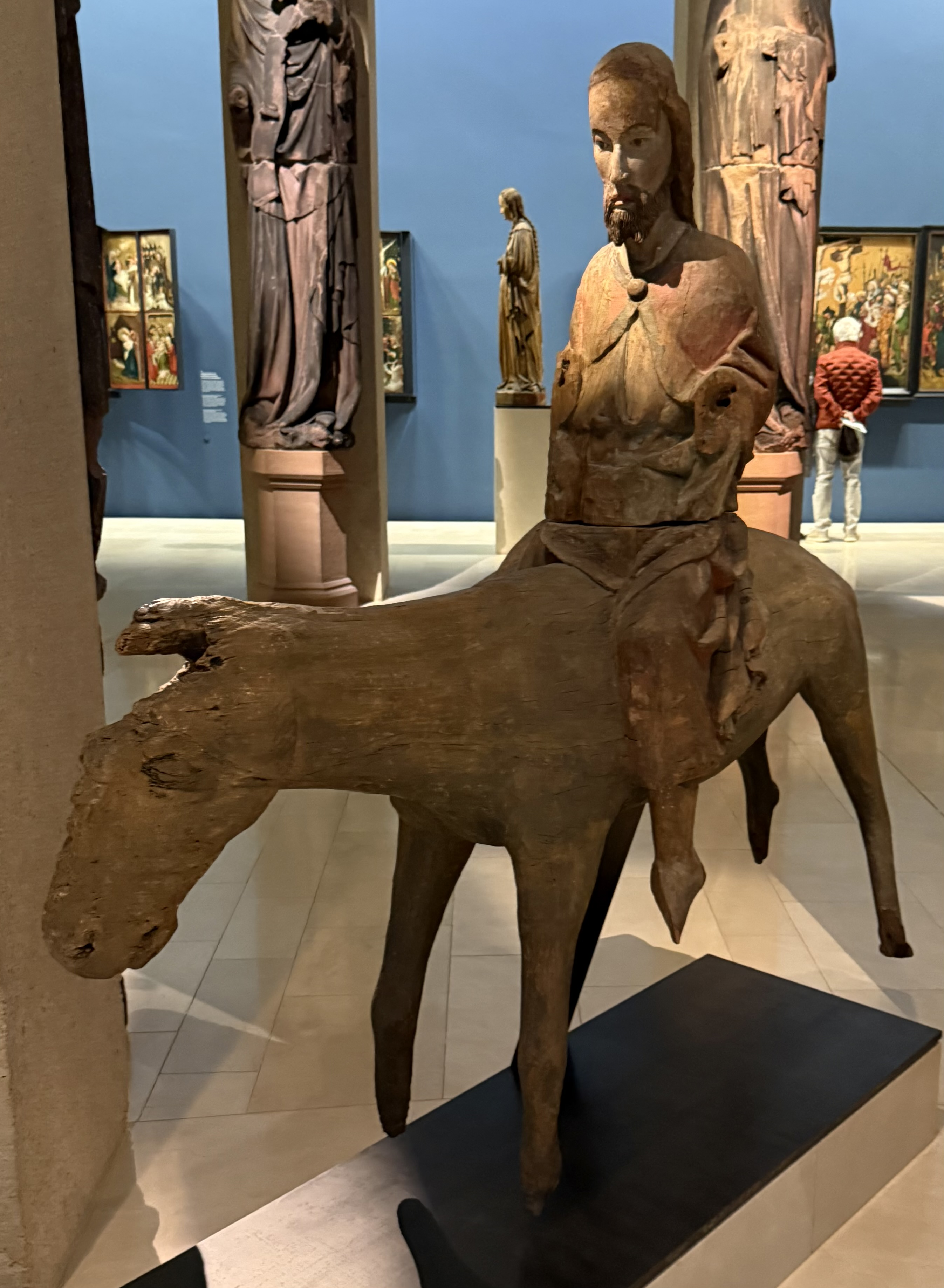
Christus auf dem Esel

In dem von Mäckler umgebauten Kirchengebäude befindet sich die „Skulpturenhalle“, deren Mittelraum den steinernen Originalfiguren des Freiburger Münsters vorbehalten bleibt. Tafelmalerei und Holzskulpturen umrahmen die Halle in Kabinetten im Parterre und auf der Galerie im Obergeschoss. Hier sind Werke von Matthias Grünewald (Das Schneewunder), Lucas Cranach der Ältere, (Christus als Schmerzensmann zwischen Maria und dem Heiligen Johannes), Martin Schaffner (Jüngstes Gericht), Martin Schongauer, Umkreis (Geburt Christi Anbetung der Könige) und Hans Baldung (Gottesmutter mit dem schlafenden Kind), das Tennenbacher Retabel, ein rheinisches Werk eines unbekannten Meisters  dass um 1425 entstanden ist, ebenso zu finden, wie der „Christus auf dem Esel“ (1350/60) oder der Passionsaltar des Hausbuchmeisters (um 1480). Auf zwei Ebenen werden im westlichen Gebäudeteil mittelalterliche Glasmalereien des Freiburger Münsters präsentiert. Zentraler Raum ist hier das „Kaiserfensterforum“, in dem die kompletten Glasgemälde aus einer der beiden Kaiserkapellen des Freiburger Münsterchors präsentiert werden. Die aus der Zeit zwischen Spätgotik und
Renaissance stammenden Fenster sind bei Dunkelheit auch von außen im neuen Eingangsvorbau zu sehen. Das kunsthistorische Konzept stammt von Detlef Zinke.
Im Chor der ehemaligen Klosterkirche befinden sich Skulpturen, Altäre, Gemälde und Kleinplastiken des Barock. Aus den Nischen eines acht Meter hohen „Setzkastens“ blicken große Figuren in den Raum. Eine
schmale, 14 Meter lange Vitrine zieht sich wie ein Band entlang der Seitenwand. Sie beherbergt Kleinplastiken und Gemälde. Prunkstück ist der in den 1720er Jahren entstandene Orgelprospekt aus der Kirche der Benediktinerabtei Gengenbach mit einer 1935 eingebauten Orgel des Freiburger Unternehmens M. Welte & Söhne. Im Dachgeschoss versammeln sich in wechselnden Präsentationen Gemälde des 19. Jahrhunderts: Eugen Bracht, Anselm Feuerbach, Hans Thoma, Franz Xaver Winterhalter, Johann Baptist Kirner. Insgesamt stehen nun rund 1.400 Quadratmeter in klimatisierten und barrierefrei erreichbaren Räumen für die Präsentation von Kunst zur Verfügung.
Das neu entstandene Untergeschoss der ehemaligen Augustinerkirche beherbergt eine knapp 450 Quadratmeter große moderne Ausstellungshalle, die es erstmals in Freiburg möglich macht, Sonderausstellungen nach internationalem konservatorischen Standard zu zeigen. Die Halle steht allen Freiburger Museen für Wechselausstellungen zur Verfügung.
Vor der Aufnahme des dritten Bauabschnitts waren in der provisorisch eingerichteten Schatzkammer im Westflügel Werke der Gold- und Silberschmiedekunst sowie wertvolle Wandbehänge zu sehen, die im Zeitraum vom 9. bis zum 18. Jahrhundert entstanden sind. Dazu zählen Bestände aus dem Freiburger Münsterschatz. Diese und weitere Werke aus den Sammlungen des Erzbischöflichen Diözesanmuseums und der Adelhausenstiftung werden erst nach Beendigung der Sanierung 2025 in den historischen Kellerräumen unter dem Ostflügel wieder zu sehen sein.
Vorläufig nicht ausgestellt ist die bedeutende Schwarzwald-Sammlung, die auf der ersten Sammlung Oskar Spiegelhalders basiert und die Bereiche Handwerk, bäuerliches Leben, Volkskunst, Uhren und Hinterglasbilder umfasst. Wegen Platzmangels wird die Uhrensammlung des Emil Ehrensberger während der Sanierung ebenfalls nur zeitweise ausgestellt. Nach der Eröffnung des Hauses der Graphischen Sammlung war sie zeitweise in den Vitrinen der Kleinodientreppe zu sehen.
Im März 2018 wurden vier wertvolle Gemälde, darunter drei Leihgaben, vermutlich während der Öffnungszeiten mit einem stumpfen Gegenstand zerkratzt. Sie konnten restauriert werden. Als Folge sollen mehr Werke hinter Glas gezeigt werden, und inzwischen ist auch eine Videoüberwachung installiert.

### Haus der Graphischen Sammlung

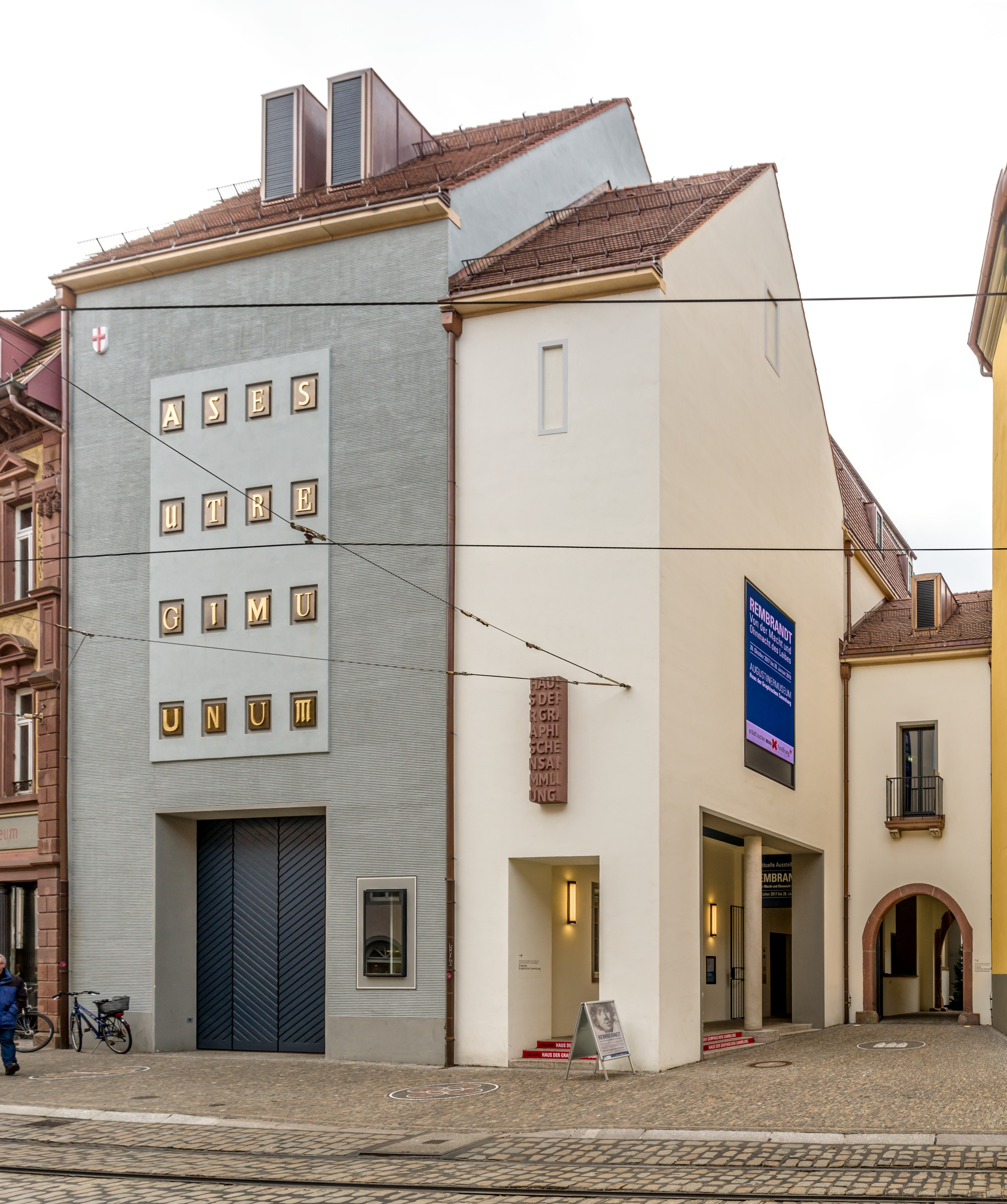
Haus der Graphischen Sammlung (2018)

Mit dem zweiten Bauabschnitt entstand das Haus der Graphischen Sammlung. Es umfasst einen Neubau des Architekten Christoph Mäckler, dessen Gliederung auf die beiden zuvor vorhandenen Gebäude Bezug nimmt, und der sowohl an das frühere Konventgebäude anschließt, wie auch einen an der Salzstraße stehenden denkmalgeschützten Altbau einbezieht. Dort sind der Museumsshop und der Kassenbereich untergebracht. Der (fast) fensterlose Neubau wird charakterisiert durch die Aufschrift „Augustinermuseum“, die in vier Reihen Buchstabe für Buchstabe von oben nach unten zu lesen ist. Die Buchstaben aus unterschiedlichen Schriften wurden gestiftet. Die Stifter sind auf einer Tafel im Erdgeschoss erwähnt. Neben der großen Toreinfahrt für die Anlieferung des Museums befinden sich im Erdgeschoss ein kleines Foyer sowie die Werkstatt der Museumspädagogik.
Im Obergeschoss findet sich neben dem Ausstellungssaal und Büros auch ein Vorlegeraum. Dort kann der Besucher auf Wunsch Graphiken aus dem Depot darüber anschauen. Es beherbergt die 70.000 Blätter starke Graphiksammlung des Museums. Die zentrale Wendeltreppe aus sandfarbenem, geschliffenem Beton verbindet nicht nur die einzelnen Stockwerke, sondern auch diesen Bau mit den Hauptgebäuden des Museums. Durch die dreißig in die Wand eingelassene Ausstellungsvitrinen wird schon die Kleinodientreppe zur Ausstellungsstätte. Ende 2018 wurde beim Chor eine provisorische Fluchttreppe gebaut, die bis zum Ende des dritten Bauabschnitts stehen bleibt.

### Museumsorgel

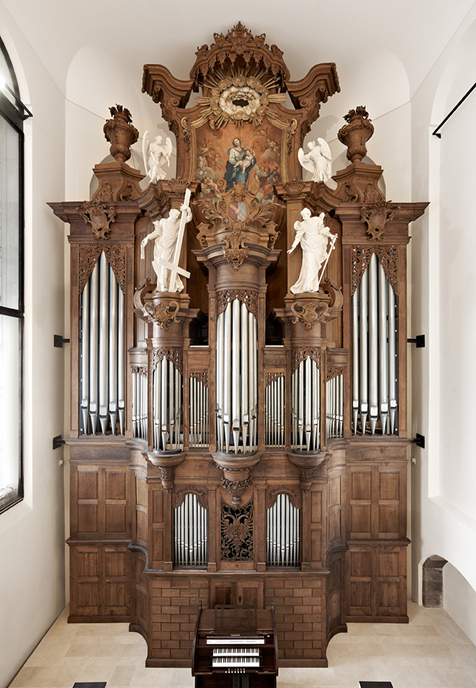
Die Orgel 2010

Die als musikwissenschaftliches Gesamtkunstwerk unter Denkmalschutz stehende Orgel des Museums besteht zum Ersten aus dem historischen Prospekt von 1732 bis 1733 aus der ehemaligen Abteikirche des Klosters Gengenbach, der seit der Eröffnung 1923 im Museum steht und von Georg Friedrich Merckel (Straßburg) geschaffen wurde. Zum Zweiten besteht es aus einer 1935 eingebauten elektro-pneumatisch traktierten Kirchenorgel von M. Welte & Söhne. Im Rahmen der statischen Sanierung musste sie abgebaut werden. Im Laufe des Jahres 2009 wurden sowohl der Prospekt als auch das Instrument umfassend restauriert. Der Prospekt wurde nach Entfernung mehrerer schwarzbrauner Anstriche aus dem 19. Jahrhundert so weit wie möglich auf den Ursprungszustand zurückgeführt; im oberen Teil befindet sich ein Gemälde von Paulus Seeger, der auch Abt seines Klosters war. Die Restaurierung der Orgel wurde nach einer EU-weiten Ausschreibung durch die Firma Waldkircher Orgelbau Jäger & Brommer durchgeführt. Das Instrument wurde von späteren Zutaten befreit und wieder in den klanglichen Originalzustand von vor 1944 versetzt. Da der vorhandene Spieltisch durch die Umbauten stark verändert war, wurde er durch einen baugleichen Spieltisch aus Offenburg ersetzt. Im Rahmen von Führungen ist das Innere der Orgel für Besuchergruppen begehbar. Seit Ende 2018 kann man vom Haus der Graphischen Sammlung durch ein von der Bäckerinnung Freiburg finanziertes Fenster („Orgelblick“) von hinten in das Pfeifenwerk schauen. Jeden Samstagmittag erklingt sie während eines halbstündigen Konzerts, bei dem Studierende der Freiburger Musikhochschule spielen. Dank der historischen elektrischen Ansteuerung der Orgelpfeifen können auch Einspielungen mit einem Computer aufgezeichnet und über die Orgel wiedergegeben werden.
Ab Juli 2016 begann die Orgel unvermittelt hohe und schrille Töne von sich zu geben. Drei Konzerte mussten abgebrochen werden und ab Mitte November fanden gar keine Konzerte mehr statt. Man vermutete ein elektronisches Problem, denn im Juli war eine neue Haustechnik in Betrieb gegangen. Nachdem die Elektronik der Orgel gegen hohe Frequenzen abgeschirmt wurde, trat der Fehler zunächst nicht mehr auf. Im Lauf des Jahres 2022 kam es erneut zu Fehltönen des „Orgelgeistes“ und der regelmäßige Spielbetrieb musste erneut eingestellt werden. Eine eingehende Untersuchung durch den Orgelbauer ergab Fehler in der Technik der Orgel selbst, die vor allem auf die bei der Restaurierung verwendete Originalsubstanz zurückgeht. Nach dem Auswechseln der schadhaften Teile ist die Orgel seit Anfang 2023 wieder spielbar.
| I. Manual C–a3 |              |       |
| 1.             | Prinzipal    | 8′    |
| 2.             | Rohrgedackt  | 8′    |
| 3.             | Oktave       | 4′    |
| 4.             | Nachthorn    | 4′    |
| 5.             | Oktave       | 2′    |
| 6.             | Mixtur IV-VI | 2 ⁄3′ |
| 7.             | Rankett      | 16′   |

| II. Manual C–a3 |                   |       |
| 8.              | Singend Prinzipal | 8′    |
| 9.              | Weit Gedeckt      | 8′    |
| 10.             | Ital. Prinzipal   | 4′    |
| 11.             | Quintatön         | 4′    |
| 12.             | Schweizerpfeife   | 2′    |
| 13.             | Larigot           | 1 ⁄3′ |
| 14.             | Zimbel III        | 2⁄3′  |
| 15.             | Oboe              | 8′    |
| 16.             | Krummhorn         | 8′    |

| Pedal C–a3 |                   |     |
| 17.        | Prinzipalbass     | 16′ |
| 18.        | Untersatz         | 16′ |
| 19.        | Oktavbaß          | 8′  |
| 20.        | Nachthorn (Nr. 4) | 4′  |
| 21.        | Posaune           | 16′ |
| 22.        | Dulcian           | 8′  |

## Sonderausstellungen
- 2010: freiburg baroque. Johann Christian Wentzinger und seine Zeit 1710–1797. Katalog.
- 2011: Unser Schwarzwald. Romantik und Wirklichkeit. Katalog.
- 2013: Baustelle Gotik. Das Freiburger Münster. Katalog.
- 2015/2016: Franz Xaver Winterhalter. Maler im Auftrag ihrer Majestät. Katalog.
- 2016: im Haus der Graphischen Sammlung Hans Baldung Grien. Holzschnitte. Katalog.
- 2016/2017: Nationalsozialismus in Freiburg. Katalog.
- 2017: im Haus der Graphischen Sammlung: Greiffenegg und Ramberg. Eine Freundschaft in Zeichnungen. Katalog.
- 2017/2018: Rembrandt. Von der Macht und Ohnmacht des Leibes. 100 Radierungen. Katalog.
- 2019: Schwarzwald-Geschichten. #blackforeststories. Katalog.
- 2019/2020: freiburg.archäologie. 900 Jahre Leben in der Stadt.
- 2020: im Haus der Graphischen Sammlung: Gottlieb Theodor Hase. Freiburgs erster Fotograf. Katalog.
- 2021: im Haus der Graphischen Sammlung: Spuk! Die Fotografien von Leif Geiges
- 2021/2022: Johann Baptist Kirner. Erzähltes Leben. Katalog.
- 2022: im Haus der Graphischen Sammlung: Christoph Meckel. Mensch-Sein, Kind-Sein, Ich-Sein
- 2023/2024: Wilhelm Hasemann und die Erfindung des Schwarzwalds
- 2023: im Haus der Graphischen Sammlung: Verwandlung der Welt – Meisterblätter von Hendrick Goltzius
- 2024/25: Hans Thoma – Zwischen Poesie und Wirklichkeit

## Erwähnenswertes

### Touristische Unterrichtungstafel
Seit dem Herbst 2021 weist eine touristische Unterrichtungstafel an der A5, zwischen den Ausfahrten Freiburg-Süd und -Mitte auf das Augustinermuseum hin. Die Tafel zeigt die Skulpturenhalle mit den steinernen Propheten vom Freiburger Münster.

### Pflastermosaike

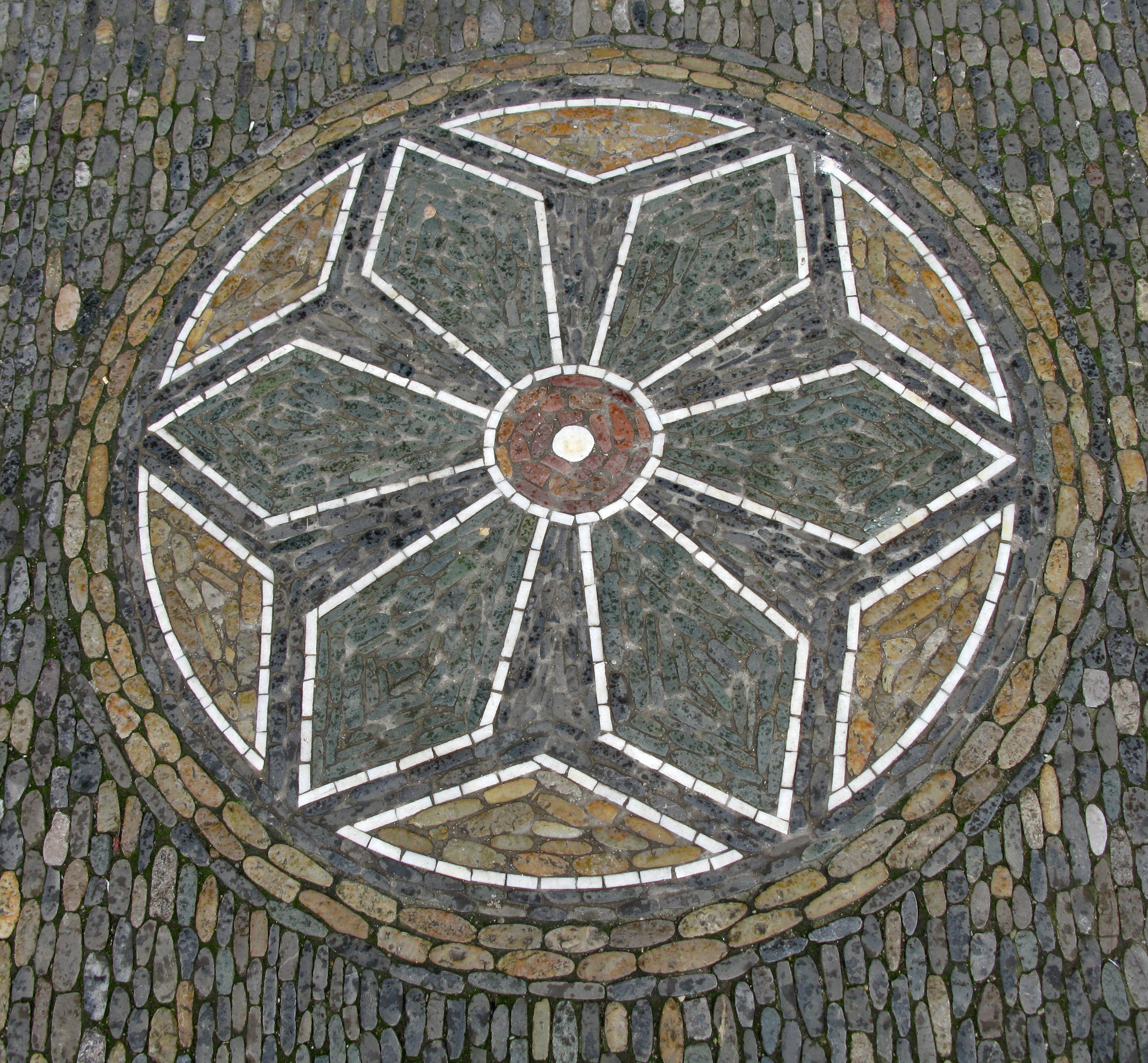
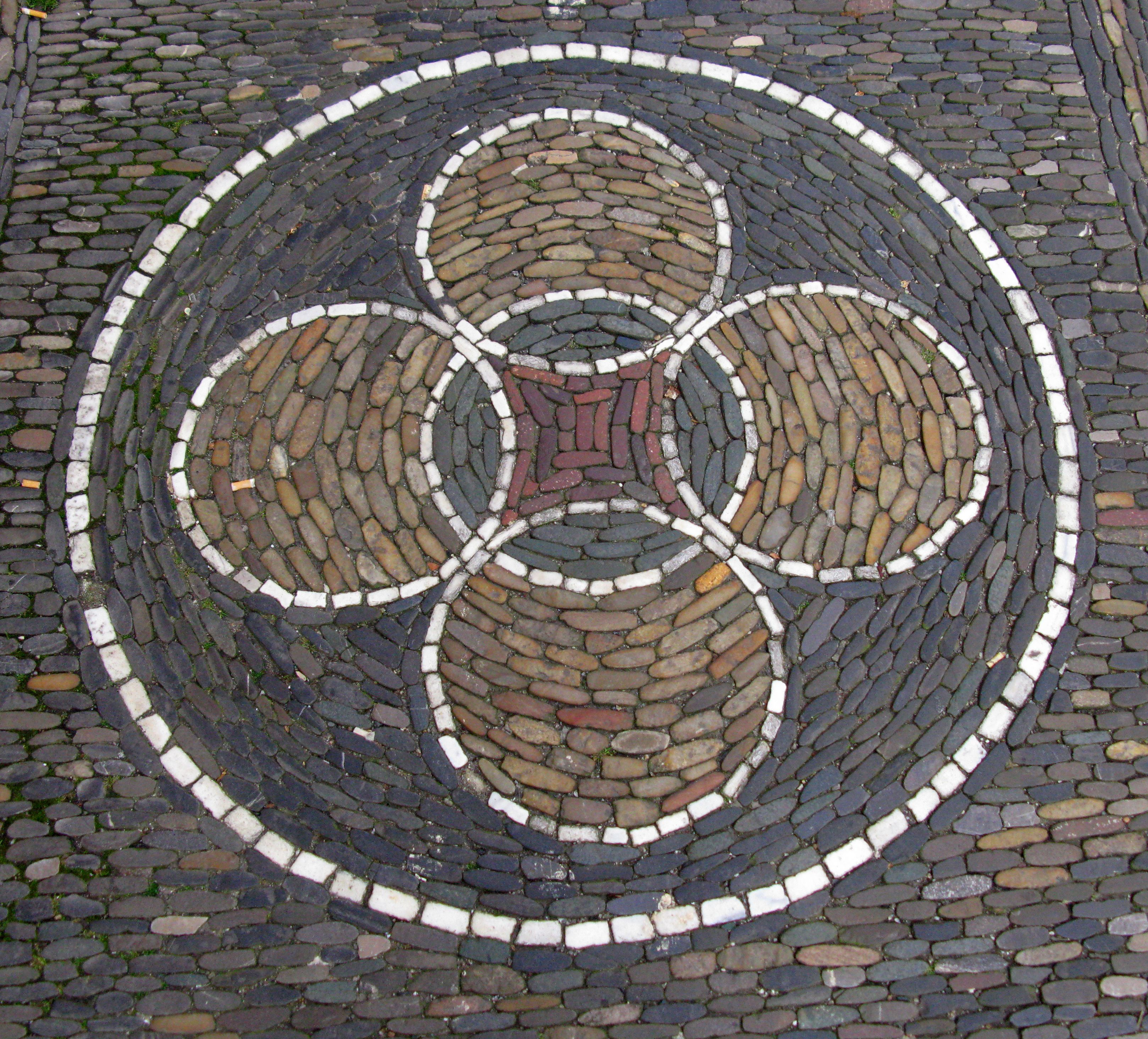
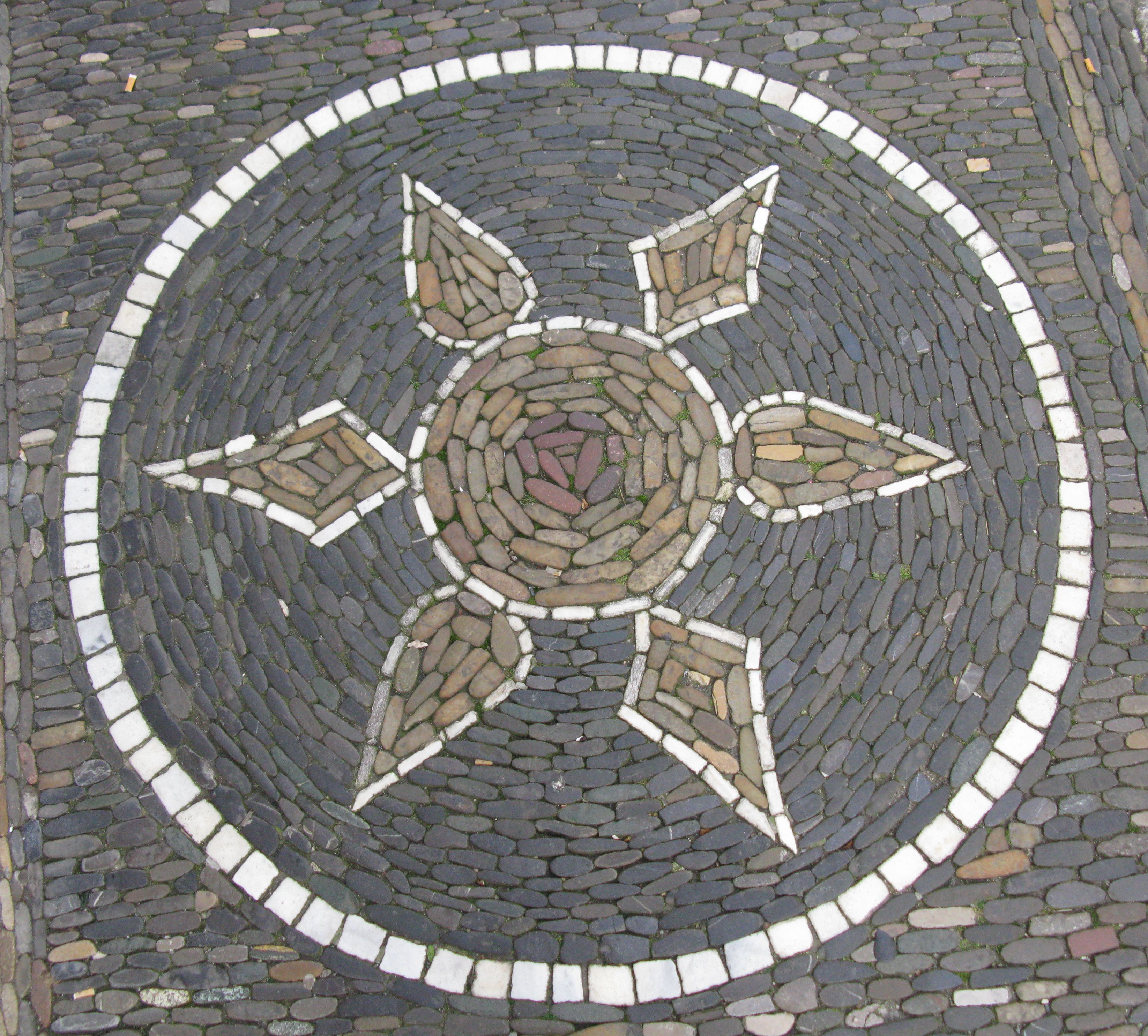
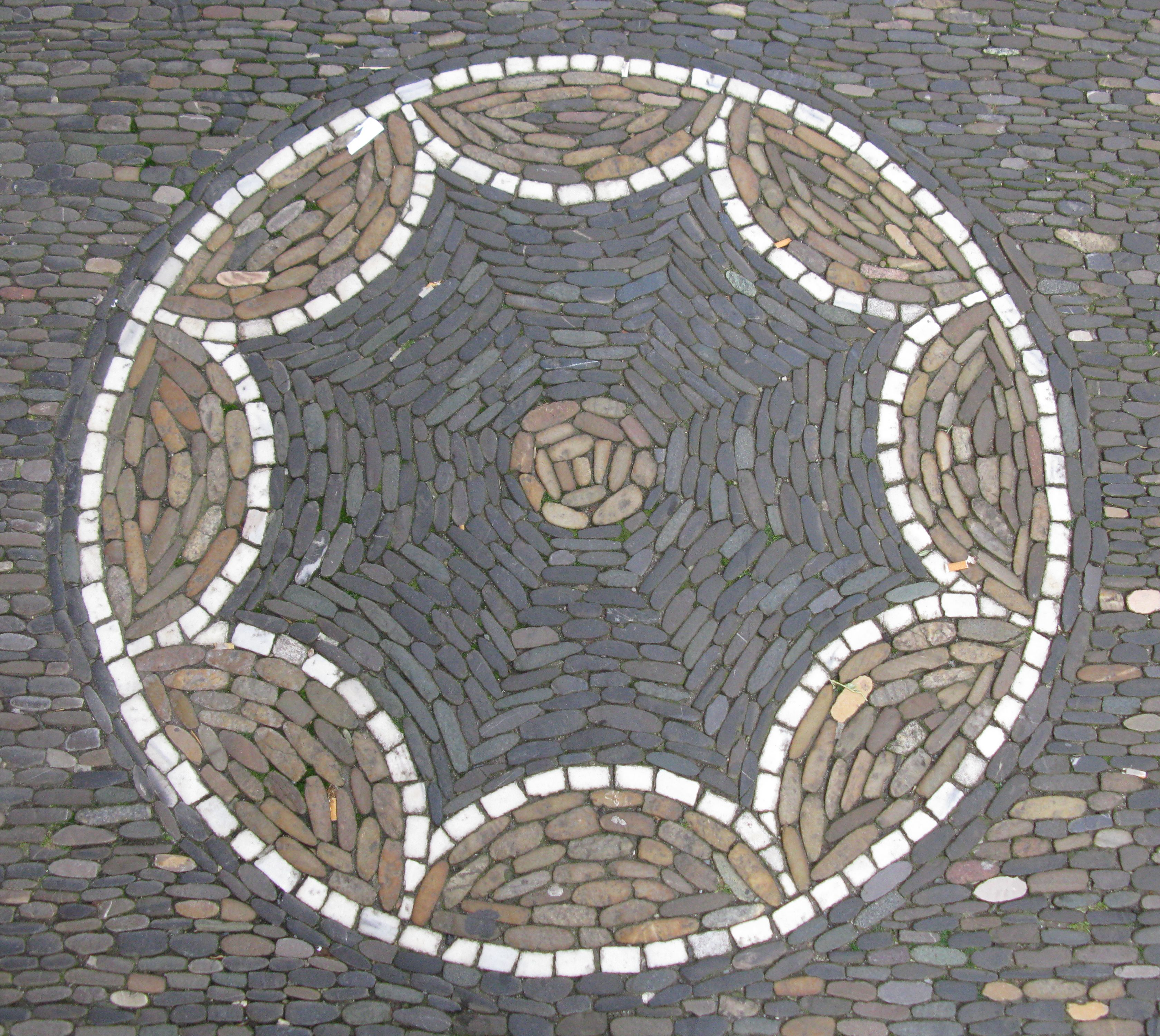
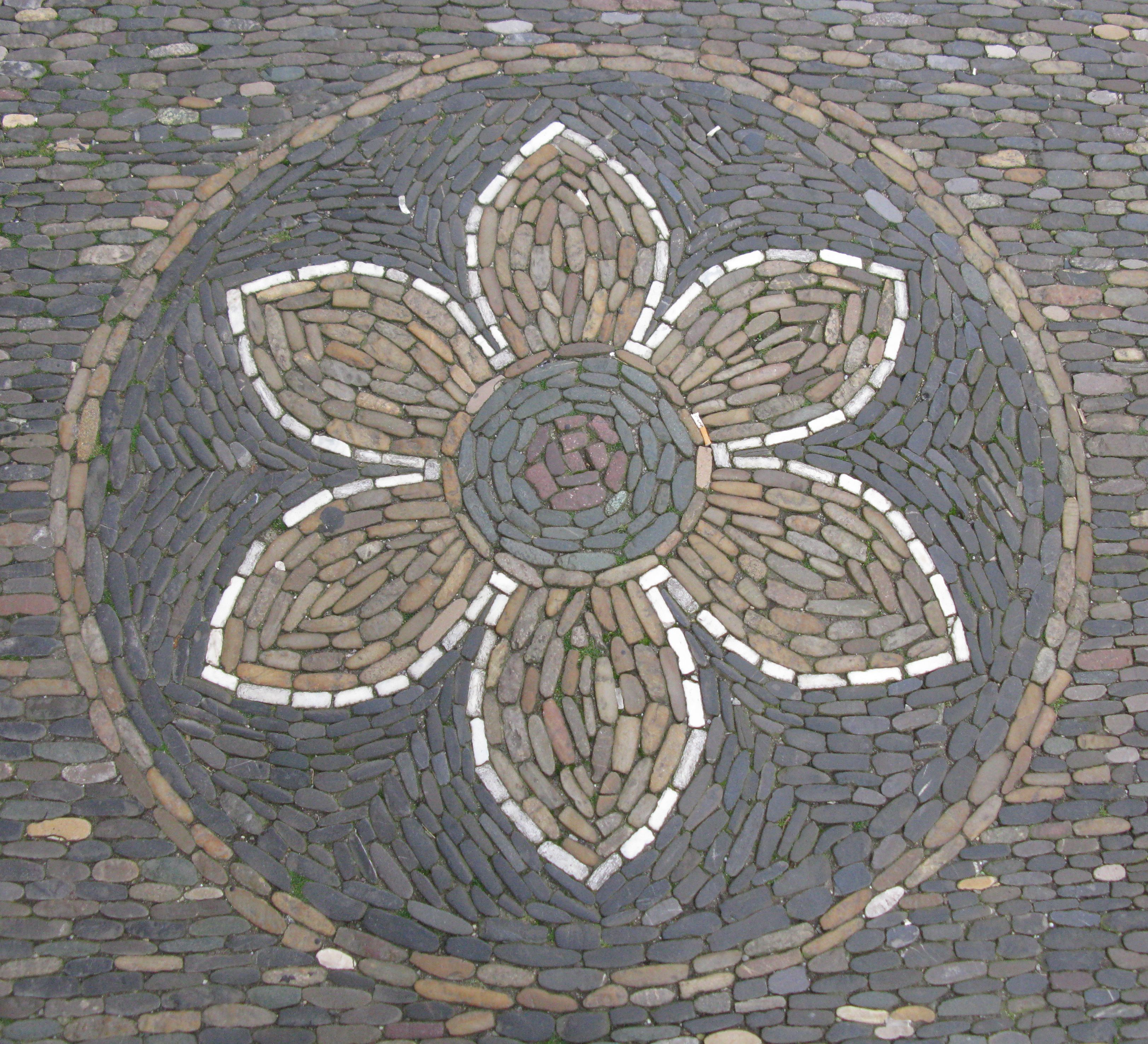
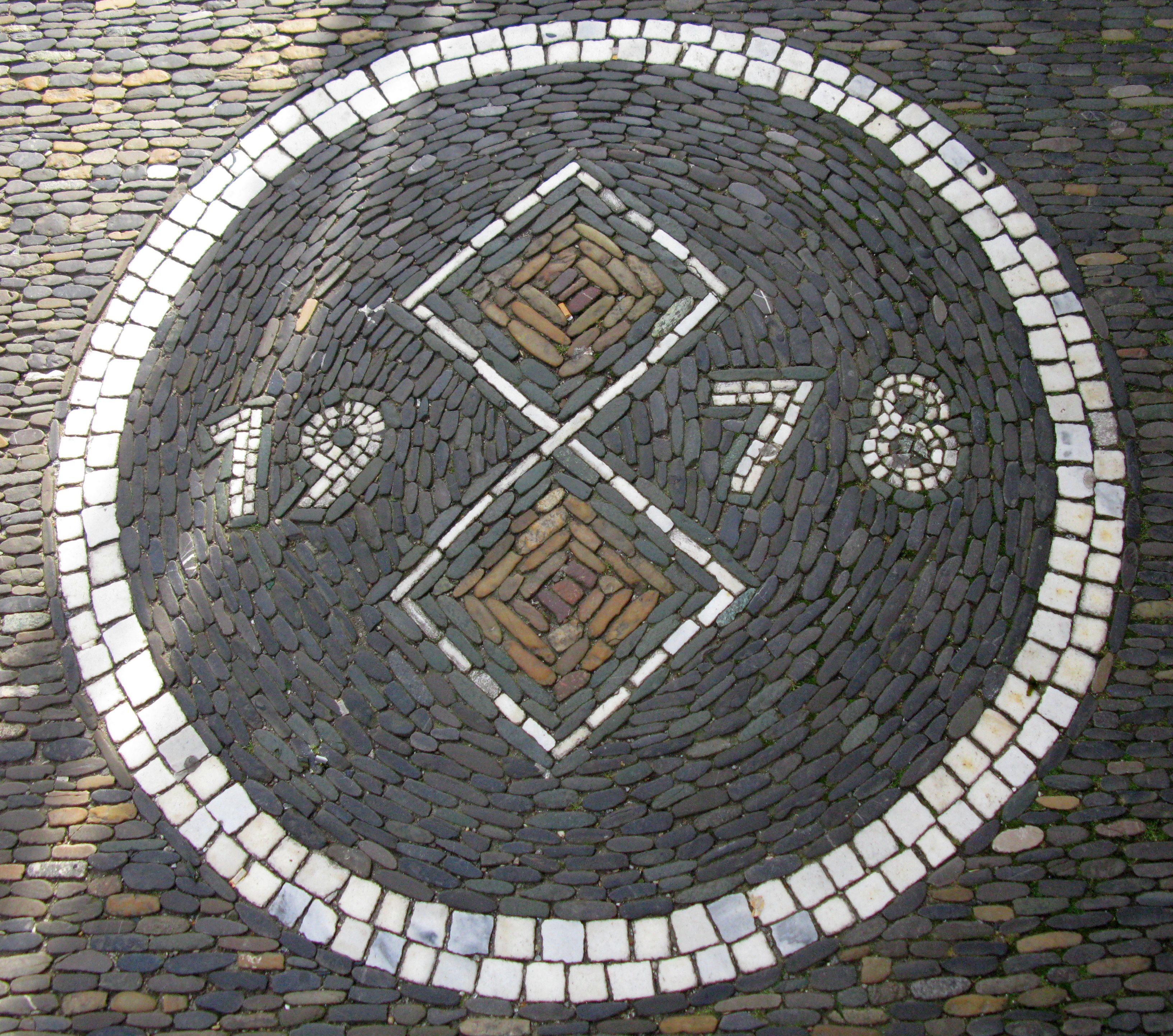
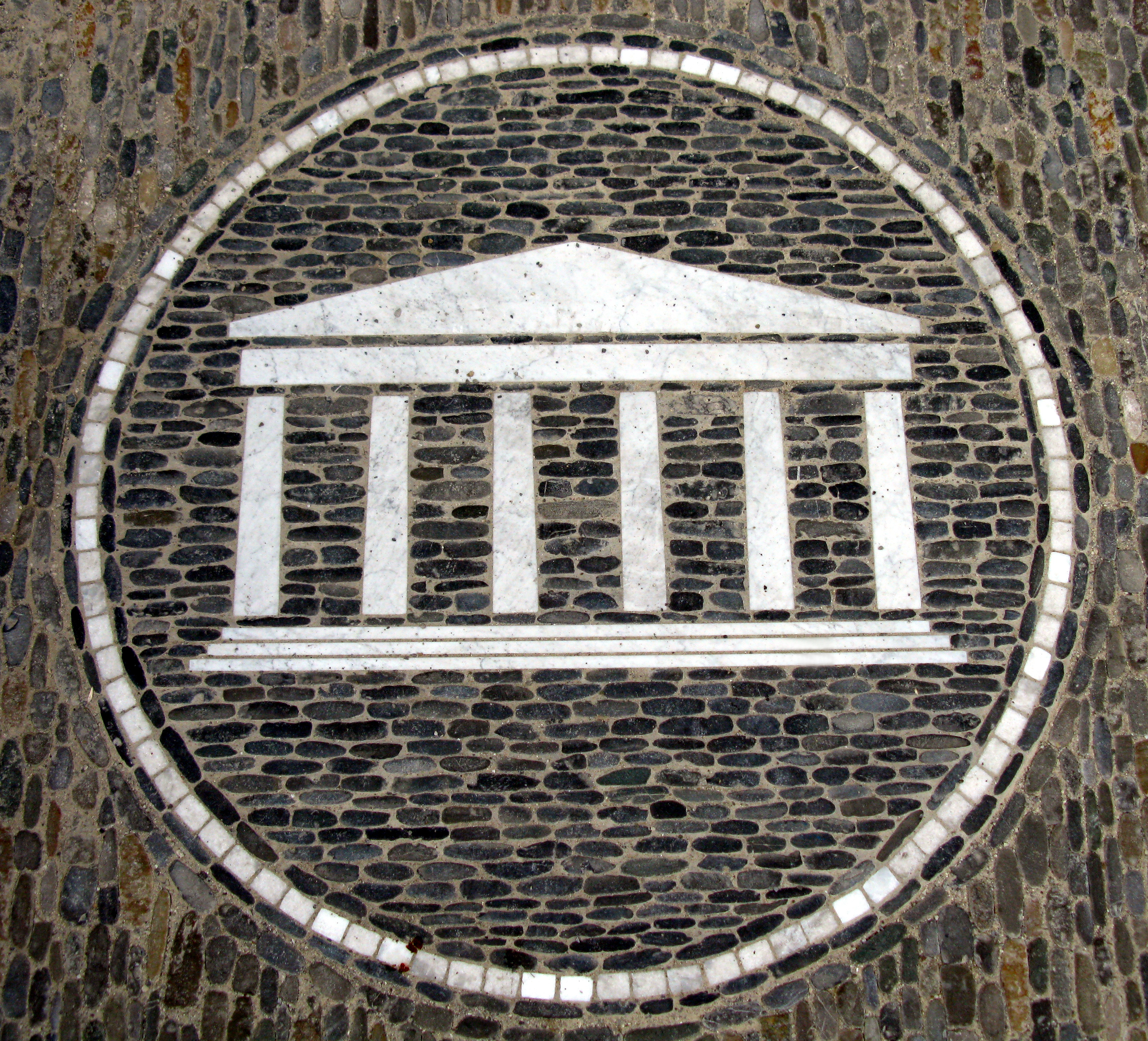

## Bibliothek
Die Bibliothek des Augustinermuseum ist eine öffentliche Präsenzbibliothek im Direktionsgebäude in der Gerberau 15. Schwerpunkte sind zeitgenössische Kunst, Kunstgeschichte, Volkskunde und Kunsthandwerk. Die Bestände sind weitgehend über den Südwestdeutschen Bibliotheksverbund und über den Onlinekatalog der Universitätsbibliothek Freiburg abrufbar. Die Nutzung der Bibliothek ist öffentlich zugänglich und es werden weder Nutzungsgebühren noch Eintritt erhoben.

### Allgemeines
- 70 Jahre Augustinermuseum Freiburg. Vom Kloster zum Museum. Ausstellung vom 2. Dezember 1993 bis 27. März 1994. München 1993, ISBN 3-7774-6350-7.
- Augustinermuseum, Freiburg im Breisgau. Hrsg. von den Städtischen Museen Freiburg, Augustinermuseum und dem Kuratorium Augustinermuseum Freiburg e. V. Freiburg i.Br./Berlin/Wien 2011, ISBN 978-3-7930-5075-9.
- Frank Löbbecke: Hausbau und Klosterkirche: bauarchäologische Untersuchungen im Freiburger Augustinermuseum. In: Archäologische Ausgrabungen in Baden-Württemberg. Band 2002, S. 191–195.
- Jahresberichte des Augustinermuseums. Freiburg 1995–2016.
- Chris van Uffelen: Museumsarchitektur. Ullman, Potsdam 2010, ISBN 978-3-8331-6058-5, S. 248–251.
- Jutta Götzmann, Carola Freund, Kathrin Fischer, Anna Spiegel (Hg.) 100 Jahre! wir feiern das Augustinermuseum. Ostfildern 2023, ISBN 978-3-7995-1984-7

### Bestandskataloge
- Detlef Zinke: Augustinermuseum: Gemälde bis 1800. Rombach, Freiburg 1990, ISBN 3-7930-0582-8.
- Detlef Zinke: Bildwerke des Mittelalters und der Renaissance 1100–1530. Auswahlkatalog / Augustinermuseum Freiburg. München 1995, ISBN 3-7774-6560-7.
- Uhren aus vier Jahrhunderten: Sammlung Ehrensberger / Augustinermuseum Freiburg i. Br. Katalogbearb. Gerhard Wagner und Ian Fowler. Augustinermuseum, Freiburg i. Br. 1999.
- Margret Zimmermann: Gemälde 19. und 20. Jahrhundert: Augustinermuseum Freiburg; Bestandskatalog. Modo-Verlag, Freiburg i. Br. 2004, ISBN 3-937014-01-2.
- Detlef Zinke: Meisterwerke vom Mittelalter bis zum Barock im Augustinermuseum. Deutscher Kunstverlag, Berlin 2010, ISBN 978-3-422-06948-0.
- Felix Reuße (Hrsg.): Mit Stift und Feder. Zeichnungen vom Klassizismus bis zum Jugendstil. Imhof, Petersberg 2013, ISBN 978-3-86568-879-8.

### Ausstellungskataloge (Auswahl)
- Hans Baldung Grien in Freiburg. Katalog der Ausstellung im Augustinermuseum, 19. Oktober 2000 bis 15. Januar 2002. Freiburg i. Br. 2001, ISBN 3-7930-9303-4.
- Jugendstil in Freiburg. Begleitbuch zur Ausstellung, 2. März bis 13. Mai 2001 im Augustinermuseum Freiburg. Freiburg i. Br. 2001, ISBN 3-7930-9287-9.
- Detlef Zinke: Verborgene Pracht. Mittelalterliche Buchkunst aus acht Jahrhunderten in Freiburger Sammlungen. Katalog der Ausstellung des Augustinermuseums Freiburg in der Universitätsbibliothek Freiburg, 8. Juni bis 28. Juli 2002. Fink, Lindenberg 2002, ISBN 3-89870-059-3.
- Eichen, wiegen, messen um den Freiburger Münstermarkt. Augustinermuseum Freiburg, Ausstellung vom 31. Januar bis 27. April 2003. Freiburg i. Br. 2003.
- Aus Freiburg in die Welt – 100 Jahre Welte-Mignon: automatische Musikinstrumente. Augustinermuseum, Ausstellung vom 17. September 2005 bis 8. Januar 2006. Freiburg i. Br. 2005.
- Eine Stadt braucht Klöster. Katalog der Ausstellung vom 25. Mai bis 1. Oktober 2006 im Augustinermuseum Freiburg i. Br. Fink, Lindenberg 2006, ISBN 3-89870-275-8.
- Unser Schwarzwald. Romantik und Wirklichkeit. Katalog der Ausstellung 2011. Imhof, Petersberg 2011, ISBN 978-3-86568-641-1.
- Horst Kerstan – Keramik der Moderne. Ausstellung vom 20. Juni – 4. Oktober 2015, Stuttgart, Arnold; Freiburg, Augustinermuseum, 2015, ISBN 978-3-89790-433-0.
- Franz Xaver Winterhalter. Maler im Auftrag Ihrer Majestät. Katalog der Ausstellung vom 28. November 2015 bis 20. März 2016. Stuttgart, Arnoldsche Art Publishers, 2015, ISBN 978-3-89790-449-1.
- Black Forest. Ausstellungskatalog der Ausstellung vom 9. April 2016 – 26. Juni 2016, Suwon, Suwon Ipark Museum of Art, 2016, ISBN 979-11-956817-3-0.
- Niederländische Moderne: die Sammlung Veendorp aus Groningen. Katalog zur Ausstellung im Museum Behnhaus Drägerhaus, Lübeck, 21. November 2015 bis 28. Februar 2016, Museum im Kulturspeicher Würzburg, 19. März bis 26. Juni 2016, Augustinermuseum, Städtische Museen Freiburg, 16. Juli bis 3. Oktober 2016. Petersberg, Michael Imhof Verlag, 2015, ISBN 978-3-7319-0263-8.
- Der Schatz der Mönche – Leben und Forschen im Kloster St. Blasien.[45] Imhof Verlag 2020.[46]